# Teoria dei modelli astratti
Nella logica matematica, la teoria dei modelli astratti è una generalizzazione della teoria dei modelli la quale studia le caratteristiche generali delle estensioni della logica del primo ordine e dei loro modelli.
Essa permete di studiare un'ampia gamma di logiche e le loro relazioni.  Il teorema di Lindström è il punto di partenza per lo studio dei modelli astratti, che ha prodotto buoni esempi.
Nel 1974, Jon Barwise ha fornito un'assiomatizzazione della teoria dei modelli astratti.